# العلاقات الإسواتينية الليختنشتانية
العلاقات الإسواتينية الليختنشتانية هي العلاقات الثنائية التي تجمع بين إسواتيني وليختنشتاين.

## مقارنة بين البلدين
هذه مقارنة عامة ومرجعية للدولتين:
| وجه المقارنة                                              | إسواتيني                                   | ليختنشتاين                                 |
| --------------------------------------------------------- | ------------------------------------------ | ------------------------------------------ |
| المساحة (كم2)                                             | 17.36 ألف                                  | 16                                         |
| عدد السكان (نسمة)                                         | 1.37 مليون                                 | 37.47 ألف                                  |
| الكثافة السكانية (ن./كم²)                                 | 78.92                                      | 234.19 ألف                                 |
| العاصمة                                                   | لوبامبا، مبابان                            | فادوتس                                     |
| اللغة الرسمية                                             | لغة إنجليزية، لغة سوازي                    | اللغة الألمانية                            |
| العملة                                                    | ليلانغيني سوازيلندي                        | فرنك سويسري                                |
| الناتج المحلي الإجمالي (بليون دولار)                      | 4.41 مليار                                 | 6.29 مليار                                 |
| الناتج المحلي الإجمالي (تعادل القوة الشرائية) بليون دولار | 11.13 مليار                                |                                            |
| الناتج المحلي الإجمالي الاسمي للفرد دولار أمريكي          | 3.20 ألف                                   |                                            |
| الناتج المحلي الإجمالي للفرد دولار أمريكي                 | 8.29 ألف                                   |                                            |
| مؤشر التنمية البشرية                                      | 0.531                                      | 0.908                                      |
| رمز المكالمات الدولي                                      | +268                                       | +423                                       |
| رمز الإنترنت                                              | .sz                                        | .li                                        |
| المنطقة الزمنية                                           | التوقيت القياسي لجنوب أفريقيا، ت ع م+02:00 | توقيت وسط أوروبا، ت ع م+01:00، ت ع م+02:00 |

## منظمات دولية مشتركة
يشترك البلدان في عضوية مجموعة من المنظمات الدولية، منها:
| علم المنظمة | اسم المنظمة                   | تاريخ انضمام إسواتيني | تاريخ انضمام ليختنشتاين |
| ----------- | ----------------------------- | --------------------- | ----------------------- |
|             | الاتحاد البريدي العالمي       | ?                     | ?                       |
|             | الاتحاد الدولي للاتصالات      | 11 نوفمبر 1970        | 25 يوليو 1963           |
|             | منظمة حظر الأسلحة الكيميائية  | ?                     | ?                       |
|             | منظمة التجارة العالمية        | ?                     | ?                       |
|             | منظمة الشرطة الجنائية الدولية | ?                     | ?                       |
|             | الأمم المتحدة                 | 24 سبتمبر 1968        | 18 سبتمبر 1990          |